# 單身首爾
為2023年上映的韓國愛情喜劇片，由電影《紅地毯》的導演朴範洙執導，《南山的部長們》的編劇李智敏執筆劇本，李棟旭、林秀晶主演，2023年11月29日在韩国上映。

## 劇情概要
講述覺得一個人生活很好的知名網紅英浩（李棟旭 飾）和覺得一個人生活並不好的出版社總編賢珍（林秀晶 飾），两人一起製作關於單身生活的書籍時發生的故事。

## 演員陣容
- 李棟旭 飾演 英浩[7]

知名論述講師，以“一個人生活真好，愛自己是最明智的選擇”這樣歌頌單身的帖子在SNS走紅，因此獲出版社邀請撰寫《Single in Seoul》一書。
- 林秀晶 飾演 賢珍[7]

出版社總編，是一個熱愛書籍、有能力的女性，雖然對每件事都很果斷，但日常生活和戀愛卻讓她感覺落空。
- 李絮 飾演 洪珠玉[8]

神秘的愛情小說界暢銷書作家，以乾淨利落的筆力和具有說服力的故事情節的愛情題材作品獲得讀者和業界的認可，她為講述單身生活的連載散文集《Single in the City》撰寫《Single in Barcelona》篇章。
- 張鉉誠 飾演 振杓[7][9]

毫無存在感的出版社社長。
- 金志映 飾演 京雅[7][9]

賣花書店的老闆，振杓的妻子、賢珍的知心前輩。
- 李美度 飾演 允貞[7][9]

和賢珍共事的編輯組資深職員，既愛多管閒事又是出版社的氣氛製造者。
- 李相二 飾演 秉洙[7][9]

開朗但不會察言觀色的出版社實習職員。
- 池易洙 飾演 藝利[7][9]

出版社的設計師，比書更熱愛的是聚餐，也是製作炸彈酒的達人。
- 趙英鎮 饰演 贤珍的父亲
- 尹多景 飾演 景善，贤珍父亲的女友。
- 朴瑟琪 饰演 蒙面歌手
- 韓鐘勳 飾演 金老師，英语补习老师、英浩的同事。
- 姜柱尚 饰演 吴院长，英浩工作的补习学院院长。
- 故金美秀 饰演 吕信爱，英浩的前女友。
- 韓允智 饰演 李贤静，英浩的前女友。
- 李素映 饰演 刘珍映，英浩的前女友。
- 韩司明 饰演 李代理，英浩的前职场同事。
- 宋勋 饰演 播客主持人姜旭
- 尹大烈 饰演 播客PD
- 尹惠利 饰演 在书店偶遇英浩并索要签名的女读者
- 赵民国 饰演 出版社新来的实习生
- 李智媛 饰演 善宇的女友
- 尹啟相 饰演 善宇（友情出演）[10]

书店经理，亲切热情的语气和融化女心的笑眼让贤珍误以为他暗恋自己。
- 趙達煥 饰演 吴诗人（友情出演）

## 製作

### 選角
2020年6月，媒體報導李棟旭與林秀晶有望主演該片，兩人經紀公司證實正在洽談中。11月，李絮經紀公司證實其正在洽談參演該片。11月16日，片方公開劇本圍讀現場照並正式宣佈李棟旭、林秀晶、李絮、張鉉誠、金志映、李美度、李相二及池易秀參演。2022年1月，韓允智（한윤지）確認參演。

### 拍攝
2020年10月底，媒體報導李棟旭於11月3日結束電視劇《九尾狐傳》的拍攝後，該片於11月12日開拍。主体拍摄於2020年11月14日正式開始，預計拍攝三個月，2021年2月5日殺青。

### 音乐
该片选用韩国资深歌手金賢哲的《好久不见》（오랜만에）和双人组合樂童音樂家的《Last Goodbye》（오랜 날 오랜 밤）作为插曲，导演朴范洙认为《好久不见》会是英浩喜欢的歌曲，而《Last Goodbye》的歌词与片中角色的关系非常吻合。

### 损益平衡点
据媒体报道，该片损益平衡点约130万观影人次。

## 发行
2023年9月27日公开两款预告海报，宣布定于11月29日在韩国上映。同年12月22日起提供IPTV与VOD点播服务。

### 评价
韩国电影周刊《Cine21》共有4位专业影评人为该片打分，平均得分6.5/10分，其中郑宰铉影评人认为该片娴熟地重新诠释了「我们都曾是某个人的初恋」。在韩国上映首日，反映CGV院线实际观影观众满意度的金蛋指数为94%，部分观众认为这是一部让人感到心动的电影，眼、耳都得到了充分的享受。

### 票房
在韩国上映首日（11月29日）吸引5万1千余人次观众观影，不敌上映一周的《首爾之春》，位列单日票房榜第2名。上映首个周末（12月1日至12月3日）以12万3千余名观影人次的票房成绩位列周末票房榜第二；随着新片《3天的休假》《拿破仑》在韩国上映，《单身首尔》次周周末（12月8日至12月10日）的票房成绩掉至4万7千余名观影人次，周末票房榜位列第四；第三个周末（12月15日至12月17日）票房2万余人次，周末票房榜排名掉至第9位，累计观影人次超过38万。

## 外部鏈接
- NAVER上《單身首爾》的資料
- Daum上《單身首爾》的資料

- 韩国电影数据库（KMDb）上《單身首爾》的資料
- 豆瓣电影上《單身首爾》的資料 （简体中文）
- 互联网电影数据库（IMDb）上《單身首爾》的资料（英文）
- 《單身首爾》在HanCinema的页面（英文）
- Box Office Mojo上《單身首爾》的资料（英文）